# Rhineimegopis sabahensis
Rhineimegopis sabahensis är en skalbaggsart som först beskrevs av Hüdepohl 1997.  Rhineimegopis sabahensis ingår i släktet Rhineimegopis och familjen långhorningar. Inga underarter finns listade i Catalogue of Life.